# Franz Jenny
Franz Jenny (Buchrain, 1 februari 1895 - 18 mei 1977) was een Zwitsers federaal ambtenaar, jurist en hoogleraar.

## Biografie
Franz Jenny studeerde rechten aan de Universiteit van Fribourg en behaalde er een doctoraat met het proefschrift getiteld Der öffentliche Glaube des Grundbuches nach dem schweizerischen ZGB. Na zijn studies ging hij aan de slag in de ambtenarij. In 1921 werd hij hypotheekoverschrijver (Hypothekarschreiber). Vanaf 1925 werd hij adjunct bij het Federaal Departement van Justitie en Politie en kwam hij aan het hoofd te staan van het kadaster (Eidgenössischen Grundbuchamtes). In de periode van 1944 tot 1945 was hij hoogleraar Zwitsers privaatrecht aan de Universiteit van Fribourg. In deze functie werd hij later opgevolgd door Peter Jäggi. Na zijn periode als hoogleraar ging Jenny aan de slag als directeur van het bijkantoor van de Zwitserse Nationale Bank in Luzern.

## Werken
- Der öffentliche Glaube des Grundbuches nach dem schweizerischen ZGB, 1926.